# آنا کارین زیدک
آنا کارین زیدک (انگلیسی: Anna Carin Zidek؛ زادهٔ ۱ آوریل ۱۹۷۳) ورزشکار دوگانه اهل سوئد بود.